# Roof Butte
Roof Butte je hora na severovýchodě Apache County, na severovýchodě Arizony.
Leží v blízkosti hranice s Novým Mexikem, na území indiánské rezervace Navahů Navajo Nation.
Roof Butte je s nadmořskou 2 987 metrů nejvyšší horou pohoří Chuska Mountains a šestou nejvyšší horou Arizony s prominencí vyšší než 500 metrů.

Anglické slovo butte je označení pro svědeckou horu.